# Детоксикация (фильм)
«Детоксикация» (англ. D-Tox) — фильм 2002 года в жанре триллер, режиссёра Джима Гиллеспи, с Сильвестром Сталлоне в главной роли.

## Сюжет
Агент ФБР Джейк Маллой расследует дело маньяка, убийцы проституток. Подобравшись вплотную к разгадке, он почти настигает убийцу, но тот неожиданно исчезает. Спустя четыре года убийца появляется вновь лишь для того, чтобы отомстить Маллою. Он крайне жестоко расправляется с полицейскими, друзьями Джейка. В конце концов он убивает невесту Маллоя. Не пережив этого, Маллой начинает пить. Чтобы вылечиться от алкоголизма, Джейк ложится в закрытую клинику для полицейских. Однако убийства продолжаются и в клинике, и Джейк понимает, что просто так маньяк его не оставит.

## В ролях
| Актёр              | Роль         |
| ------------------ | ------------ |
| Сильвестр Сталлоне | Джейк Маллой |
| Роберт Патрик      | Ноа          |
| Чарльз Даттон      | Хендрикс     |
| Том Беренджер      | Хэнк         |
| Крис Кристофферсон | Док          |
| Стивен Лэнг        | Джек Беннетт |
| Шон Патрик Флэнери | Коннер       |
| Джеффри Райт       | Яворски      |
| Полли Уокер        | Дженни       |
| Дина Мейер         | Мэри         |